# A-347
La A-347 es una carretera autonómica dependiente de la Junta de Andalucía, perteneciente a la red intercomarcal, que discurre íntegramente por el sureste de la provincia de Almería. Conecta las poblaciones de Adra y Alcolea (Almería), constituyendo una de las conexiones de las comarcas de la Alpujarra Almeriense y el Poniente Almeriense, conectando con la Autovía del Mediterráneo y la propia costa. Berja es uno de los principales núcleos de población que atraviesa.

## Datos de tráfico
La A-347 comienza en una intersección con la A-348, próxima a Alcolea, y finaliza en una intersección con la A-7, próxima a la pedanía de Puente del Río, a unos 4 km de Adra. La intensidad media de tráfico diario se encuentra en el intervalo 2.000 a 5.000 vehículos/día, siendo en el año 2011 de 3.772 vehículos/día.
El tramo de Adra a Berja posee una velocidad media inferior a 60 km/h, mientras en el tramo de Berja a Alcolea la velocidad media está entre 81 y 90 km/h.